# Cryptophagus fallax
Cryptophagus fallax là một loài bọ cánh cứng trong họ Cryptophagidae. Loài này được Balfour-Browne miêu tả khoa học năm 1953.